# What You Get Is What You See
What You Get Is What You See è un singolo della cantante statunitense naturalizzata svizzera Tina Turner, pubblicato nel 1987 ed estratto dall'album Break Every Rule.

## Tracce
Singolo 7"
1. What You Get Is What You See (Album Version)
2. What You Get Is What You See (7" Edit)